# Глагазино (Смоленская область)
Глагазино —  деревня в Вяземском районе Смоленской области России. Входит в состав Семлёвского сельского поселения. По состоянию на 2007 год постоянного населения не имеет. 
Расположена в восточной части области в 36 км к юго-западу от Вязьмы, в 11 км севернее автодороги Р134 «Старая Смоленская дорога» Смоленск — Дорогобуж — Вязьма — Зубцов, на берегу реки Костря. В 12 км севернее деревни расположена железнодорожная станция Алфёрово на линии Москва — Минск. 

## История
В годы Великой Отечественной войны деревня была оккупирована гитлеровскими войсками в октябре 1941 года, освобождена в марте 1943 года. 

## Население
0 (2007).